# Десіслава
Десислава (друга половина XII ст.) — сербська княгиня та дружина князя Михайла III Дуклянського, останнього правителя з династії Воїславлєвічів.

## Життєпис
Як дружина дуклянського князя Михайла III Воїславовича, княгиня Десислава брала участь у бурхливих історичних подіях, що відбувалися на території сербських земель у період між 1180 і 1190 роками. У той час відбулося остаточне придушення влади Імперії ромеїв з Дуклянського узбережжя сербським великим жупаном Стефаном Неманєю, який був родичем князя Михайла. Хоча він деякий час утримував прибережні райони Дуклі, князь Михайло втратив свою владу, і Стефан Неманя довірив управління Дуклею своєму старшому синові Вукану.
У 1189 році княгиня Десіслава переїхала до Дубровника, її супроводжували архієпископ Гргур з Бару, префекти Чернех і Кренік та скарбник Грдомил. З цієї нагоди вона подарувала свої два кораблі жителям Дубровника.